# Частинский район
Части́нский район — административный район Пермского края, на территории которого образован Частинский муниципальный округ. Административный центр — село Частые. Площадь — 1632 км². Население — ↘11 958 чел. (2023).

## География
Частинский район граничит с Оханским и Осинским городскими округами, Большесосновским и Еловским муниципальными округами Пермского края и Удмуртией. Площадь района — 1632 км².
Климат умеренно континентальный. 34 % территории района занята лесами. Доминируют хвойные породы, в первую очередь ель, довольно много липы, ильма, встречаются также клен, дуб, орешник — лещина.
Под охраной государства на территории района находится 1 зоологический памятник природы.
Полезные ископаемые: нефть, волконскоит, минеральные воды, торф.

## История
Район появился 13 января 1924 года. Создан на базе Чистопереволочной, Шлыковской, Частинской, Змиевской, Рождественской (частично) волостей Оханского уезда Пермской губернии. 4 ноября 1959 года к Частинскому району была присоединена часть территории упразднённого Черновского района. 30 декабря 1968 года район приобрёл современные границы.

## Население
| 2000    | 2002    | 2005    | 2006    | 2007    | 2008    | 2009    | 2010    | 2011    |
| ------- | ------- | ------- | ------- | ------- | ------- | ------- | ------- | ------- |
| 14 669  | ↗14 675 | ↘14 569 | ↘14 500 | →14 500 | ↘14 450 | ↗14 463 | ↘12 817 | ↗12 831 |
| 2012    | 2013    | 2014    | 2015    | 2016    | 2017    | 2018    | 2019    | 2020    |
| ↗12 936 | ↘12 894 | ↘12 794 | ↗12 800 | ↗12 862 | ↗12 920 | ↘12 813 | ↘12 586 | ↘12 347 |
| 2021    | 2023    |         |         |         |         |         |         |         |
| ↘12 134 | ↘11 958 |         |         |         |         |         |         |         |

### Национальный состав
На 2002 год: русские — 96,4 %, удмурты — 0,8 %, татары — 0,6 %, коми-пермяки — 0,5 %.

## Муниципальное устройство
В рамках организации местного самоуправления на территории района функционирует Частинский муниципальный округ (с 2004 до 2020 гг. — Частинский муниципальный район).
С 2004 до 2020 гг. в состав существовавшего в этот период муниципального района входили 4 сельских поселения:
| № | Наименование                   | Административный центр | Количество населённых пунктов | Население (чел.) |
| - | ------------------------------ | ---------------------- | ----------------------------- | ---------------- |
| 1 | Бабкинское сельское поселение  | село Бабка             | 10                            | ↘1276            |
| 2 | Ножовское сельское поселение   | село Ножовка           | 7                             | ↘2179            |
| 3 | Частинское сельское поселение  | село Частые            | 19                            | ↘6737            |
| 4 | Шабуровское сельское поселение | деревня Шабуры         | 18                            | ↘2155            |

В 2020 году все сельские поселения вместе с Частинским муниципальным районом были упразднены и преобразованы путём их объединения в новое муниципальное образование — Частинский муниципальный округ.

## Населённые пункты
В Частинский район входят 54 населённых пункта.
| №  | Населённый пункт  | Тип     | Население | Бывшее сельское поселение |
| -- | ----------------- | ------- | --------- | ------------------------- |
| 1  | Бабка             | село    | 806       | Бабкинское                |
| 2  | Байдины           | деревня | 49        | Частинское                |
| 3  | Березники         | деревня | 2         | Ножовское                 |
| 4  | Большая Головниха | деревня | 12        | Частинское                |
| 5  | Большие Колесники | деревня | 31        | Шабуровское               |
| 6  | Бугры             | деревня | 106       | Бабкинское                |
| 7  | Верх-Рождество    | село    | 408       | Ножовское                 |
| 8  | Владимирово       | деревня | 33        | Частинское                |
| 9  | Гари              | деревня | 56        | Бабкинское                |
| 10 | Гари              | деревня | 88        | Частинское                |
| 11 | Дурные            | деревня | 28        | Бабкинское                |
| 12 | Ельшата           | деревня | 191       | Шабуровское               |
| 13 | Ерзовка           | деревня | 403       | Частинское                |
| 14 | Западная          | деревня | 181       | Частинское                |
| 15 | Змеевка           | село    | 304       | Частинское                |
| 16 | Зотинцы           | деревня | 10        | Шабуровское               |
| 17 | Кленовая          | деревня | 196       | Частинское                |
| 18 | Комарята          | деревня | 3         | Бабкинское                |
| 19 | Красики           | деревня | 7         | Шабуровское               |
| 20 | Малая Головниха   | деревня | 0         | Частинское                |
| 21 | Мало-Байдино      | деревня | 32        | Шабуровское               |
| 22 | Малые Горы        | деревня | 39        | Шабуровское               |
| 23 | Малые Колесники   | деревня | 28        | Шабуровское               |
| 24 | Махони            | деревня | 2         | Частинское                |
| 25 | Медведка          | деревня | 43        | Частинское                |
| 26 | Мельничная        | деревня | 355       | Частинское                |
| 27 | Меркуши           | село    | 338       | Шабуровское               |
| 28 | Мостовая          | деревня | 46        | Бабкинское                |
| 29 | Наумки            | деревня | 14        | Шабуровское               |
| 30 | Нижнее Городище   | деревня | 28        | Шабуровское               |
| 31 | Ново-Заболото     | деревня | 4         | Частинское                |
| 32 | Ножовка           | село    | ↘1634     | Ножовское                 |
| 33 | Опалиха           | деревня | 65        | Бабкинское                |
| 34 | Паклин            | деревня | 4         | Частинское                |
| 35 | Пальники          | деревня | ↘83       | Шабуровское               |
| 36 | Пантюха           | деревня | 9         | Ножовское                 |
| 37 | Пермяковка        | деревня | 154       | Бабкинское                |
| 38 | Песьянка          | деревня | 68        | Частинское                |
| 39 | Пихтовка          | село    | 467       | Шабуровское               |
| 40 | Подземлянная      | деревня | 85        | Шабуровское               |
| 41 | Поздышки          | деревня | 94        | Ножовское                 |
| 42 | Полуденная        | деревня | 27        | Шабуровское               |
| 43 | Приморье          | деревня | 63        | Частинское                |
| 44 | Рябчата           | деревня | 4         | Ножовское                 |
| 45 | Санники           | деревня | 8         | Шабуровское               |
| 46 | Силята            | деревня | 7         | Частинское                |
| 47 | Симонята          | деревня | 5         | Бабкинское                |
| 48 | Средняя Головниха | деревня | 113       | Частинское                |
| 49 | Суханово          | деревня | 4         | Ножовское                 |
| 50 | Теребиловка       | деревня | 114       | Бабкинское                |
| 51 | Частые            | село    | →4859     | Частинское                |
| 52 | Шабуры            | деревня | 547       | Шабуровское               |
| 53 | Шлыки             | село    | 374       | Шабуровское               |
| 54 | Яган              | деревня | 55        | Шабуровское               |

По состоянию на 1 января 1981 года на территории Частинского района находились 65 сельских населённых пунктов.
Упразднённые населённые пункты:
- 2001 год — деревни Зарубы[24], Кукушкино и Цыпушкино[25]; поселок Хлебоприёмный Пункт включен в состав села Частые[26].

## Экономика
Основная составляющая экономики района 
— сельское хозяйство, в частности, молочно-мясо-зерновое
- Лесозаготовительная и перерабатывающая промышленность
- Добыча углеводородов (нефть)

## Известные уроженцы
- Абашев, Федор Федорович (1908 — 1977) — советский полководец, полковник — участник Великой Отечественной и Корейской войны